# 15382 Vian
15382 Vian là một tiểu hành tinh vành đai chính với chu kỳ quỹ đạo là 1252.4138102 ngày (3.43 năm).
Nó được phát hiện ngày 20 tháng 9 năm 1997.